# آدریان موریس
آدریان موریس (انگلیسی: Adrian Morris؛ ‏ ۱۲ ژانویهٔ ۱۹۰۷ – ۳۰ نوامبر ۱۹۴۱) بازیگر اهل ایالات متحده آمریکا بود. وی بین سال‌های ۱۹۳۱ تا ۱۹۴۱ میلادی فعالیت می‌کرد.
از فیلم‌هایی که وی در آن‌ها نقش داشته‌است، می‌توان به خون و شن، فلوریان، کریسمس در ژوئیه، قلعه، خوشه‌های خشم، بربادرفته، اتحادیه اقیانوس آرام، بازگشت سیسکو کید، فرشتگانی با چهره‌های کثیف، اگر پادشاه بودم، تو و من، جنگل سنگی، مأموران اف‌بی‌آی، شهردار جهنم، آریزونا و کشتی هوایی اشاره نمود.